# Sarah Hildebrandt
Sarah Ann Hildebrandt (* 23. September 1993 in Granger, Indiana) ist eine US-amerikanische Ringerin. Sie gewann 2021 eine olympische Bronzemedaille bei den Spielen in Tokio in der Gewichtsklasse bis 50 kg Körpergewicht und 2024 die olympische Goldmedaille. 2018 und 2021 wurde sie zudem Vize-Weltmeisterin, 2019 Siegerin bei den Panamerikanischen Spielen und sie ist sechsfache Panamerikameisterin.

## Werdegang
Sarah Hildebrandt begann als Jugendliche an der Granger-(William Penn)-High School in South-Bend-Mishakawa, Ind. mit dem Ringen. Später besuchte sie die King-University in Bristol, Tennessee. Trainiert wurde sie damals von Jason Moorman. Sie hat zwei Brüder, die ebenfalls Ringer sind. Sie gehört dem New York Athletic Club an und trainiert hauptsächlich im Trainings-Center der US-amerikanischen Ringer-Nationalmannschaft in Colorado Springs.
Erste bemerkenswerte Erfolge hatte Sarah Hildebrandt 2010 als Juniorenringerin. Sie belegte in diesem Jahr bei der US-amerikanischen Juniorenmeisterschaft (Cadets) in der Gewichtsklasse bis 116 lbs. (51 kg) den 2. Platz und vertrat noch im gleichen Jahr die Vereinigten Staaten bei der Panamerikanischen Juniorenmeisterschaft (Cadets) in der Gewichtsklasse bis 51 kg und belegte dort den 3. Platz.
US-amerikanische Juniorenmeisterin wurde sie auch 2011 und 2012 in der Gewichtsklasse bis 55 kg Körpergewicht. 2013 belegte sie sowohl bei der US-amerikanischen Meisterschaft der Frauen als auch bei der WM-Ausscheidung (Trials) in der Gewichtsklasse bis 55 kg jeweils den 4. Platz. Im gleichen Jahr wurde sie bei der Panamerikanischen Meisterschaft in Panama-Stadt in dieser Gewichtsklasse eingesetzt und gewann dort den Titel vor Yessica Coraina Ovieda Perez, Dominikanische Republik.
In den folgenden Jahren gewann sie bei den nationalen Meisterschaften und vielen stark besetzten internationalen Turnieren häufig Medaillen. Sie scheiterte jedoch bei den Ausscheidungen (Trials) für die Olympischen Spiele 2016 oder den Weltmeisterschaften der Jahre 2014 bis 2017 immer an Helen Maroulis, der Olympiasiegerin von 2016. Lediglich 2016 konnte sie sich für die Weltmeisterschaft in den nicht-olympischen Gewichtsklassen in Budapest qualifizieren. Bei der Weltmeisterschaft in Budapest verlor sie gegen Mayu Mukaida aus Japan und Ramona Galambos aus Ungarn und kam nur auf den 10. Platz.
2018 gelang es ihr dann wieder sich für die Teilnahme an der Weltmeisterschaft, die erneut in Budapest stattfand, in der neuen Gewichtsklasse bis 53 kg zu qualifizieren. In Budapest erreichte sie dann den bisher größten Erfolg in ihrer Laufbahn, denn sie wurde dort mit Siegen über Jildis Eschimowa, Kasachstan, Angela Dorogan, Aserbaidschan und Diana Weicker, Kanada und einer Niederlage im Finale gegen Haruno Okuno, Japan, Vize-Weltmeisterin.
Im April 2019 wurde Sarah Hildebrandt in Buenos Aires Siegerin bei den Panamerikanischen Meisterschaften in der Gewichtsklasse bis 53 kg. Im August 2019 siegte sie auch bei den Panamerikanischen Spielen in Lima in der gleichen Gewichtsklasse. Bei der Weltmeisterschaft 2019 in Nur-Sultan startete sie in der gleichen Gewichtsklasse und siegte zunächst über Thi Dao Bui, Vietnam, unterlag dann aber gegen Mayu Mukaida aus Japan und Vinesh Vinesh aus Indien. Sie schied damit aus und belegte den 9. Platz.
2020 wechselte Hildebrandt in die Gewichtsklasse bis 50 kg und nahm am panamerikanischen Olympiaqualifikationsturnier in Ottawa teil, bei dem sie bis ins Finale kam, das sie gegen die Kubanerin Yusneylys Guzmán verlor.
Bei den Panamerikameisterschaften 2021, die im Mai in Guatemala-Stadt ausgetragen wurden, konnte Sarah Hildebrandt all ihre Kämpfe erfolgreich bestreiten und gewann die Goldmedaille in der Gewichtsklasse bis 50 kg. Bei den Olympischen Spielen in Tokio gewann sie die Bronzemedaille. Ein Jahr später wurde sie erneut Panamerikameisterin, nachdem sie im 50-kg-Finale die Kanadierin Madison Parks besiegte. Bei den Weltmeisterschaften 2022 und 2023 gewann sie jeweils die Bronzemedaille.
Ihren bis dahin größten Erfolg erzielte sie bei den Olympischen Spielen 2024 in Paris mit dem Gewinn der Goldmedaille.

## Internationale Erfolge
| Jahr | Platz | Wettbewerb                                          | Gewichtsklasse | Ergebnisse |
| ---- | ----- | --------------------------------------------------- | -------------- | --- |
| 2010 | 3.    | Panamerikanische Juniorenmeisterschaft (Cadets)     | bis 51 kg      | hinter Jade Parsons, Kanada und Eunice Jimenez, Mexiko                                                                                                   |
| 2010 | 5.    | Sunkist-Kids-Intern.-Open in Colorado Springs       | bis 51 kg      | Siegerin: Diana Ford vor Whitney Conder, bde. USA |
| 2012 | 11.   | Junioren-WM (Juniors) in Pattaya                    | bis 55 kg      | Siegerin: Kanako Murata, Japan vor Zhong Xuechun, China                                                                                                  |
| 2013 | 2.    | Klippan-Lady-Open                                   | bis 55 kg      | hinter Sofia Mattsson, Schweden, vor Nadeschda Tretjakowa, Russland und R. Hirose, Japan                                                                 |
| 2013 | 1.    | Panamerikameisterschaft in Panama-Stadt             | bis 55 kg      | vor Yessica Coraina Oviedo Perez, Dom. Rep. und Alma Jane Valencia Escotio, Mexiko                                                                       |
| 2013 | 1.    | Austrian-Ladies-Open in Götzis                      | bis 55 kg      | vor Aurelie Basset und Tatjana Debien, beide Frankreich und Lenka Hockova Martinakova, Tschechien                                                        |
| 2013 | 8.    | Universiade in Kasan                                | bis 55 kg      | Siegerin: Walerija Scholobowa Koblowa, Russland vor Irina Husjak, Ukraine                                                                                |
| 2013 | 10.   | Junioren-WM (Juniors) in Sofia                      | bis 55 kg      | nach einem Sieg über Simona Pricob, Rumänien und Niederlagen gegen Larissa Skobljuk, Ukraine und Olga Choroschawzewa, Russland                           |
| 2014 | 5.    | Klippan-Lady-Open                                   | bis 55 kg      | Siegerin: Marwa Amri, Tunesien vor Helen Maroulis, USA                                                                                                   |
| 2015 | 2.    | "Dave-Schultz"-Memorial-Intern. in Colorado Springs | bis 55 kg      | hinter Helen Maroulis, vor Ewelina Nikolowa, Bulgarien                                                                                                   |
| 2015 | 1.    | Panamerikameisterschaft in Santiago de Chile        | bis 55 kg      | vor Larissa Valverde Melendres, Ekuador, Brittanee Laverdure, Kanada und Onmariel Valenzuela, Venezuela                                                  |
| 2016 | 2.    | Klippan-Lady-Open                                   | bis 55 kg      | hinter Nadeschda Schuschko, Weißrussland, vor Yuzuru Kumano, Japan und Nadeschda Tretjakowa                                                              |
| 2016 | 10.   | WM in Budapest                                      | bis 55 kg      | nach Niederlagen gegen Mayu Mukaida, Japan und Ramona Galambos, Ungarn                                                                                   |
| 2017 | 2.    | "Iwan-Yarigin"-Grand-Prix in Krasnojarsk            | bis 55 kg      | hinter Sae Nanjo, Japan, vor Alexandra Andrejewa, Russland und Battsetseg Altantsetseg, Mongolei                                                         |
| 2017 | 2.    | "Dave-Schultz"-Memorial-Intern. in Colorado Springs | bis 53 kg      | hinter Yu Miyahara, Japan, vor Whitney Conder und Amy Ann Fearnside, USA                                                                                 |
| 2018 | 3.    | Klippan-Lady-Open                                   | bis 53 kg      | hinter Nanami Irie und Umi Imai, beide Japan |
| 2018 | 1.    | Intern. Turnier in Kiew                             | bis 53 kg      | vor Mercedesz Denes, Ungarn, Irina Husjak und Kristina Bereza, beide Ukraine                                                                             |
| 2018 | 1.    | Panamerikameisterschaft in Lima                     | bis 53 kg      | vor Luisa Valverde Melendres, Lilianet Duanes Andres, Kuba und Betzabeth Angelica Arguello Villegas, Venezuela                                           |
| 2018 | 1.    | Großer Preis von Spanien in Madrid                  | bis 53 kg      | vor Jildis Eschimowa, Luisa Valverde Melendres und Jekaterina Poleschtschuk, Russland                                                                    |
| 2018 | 5.    | Poland-Open in Warschau                             | bis 53 kg      | hinter Nanami Irie, Katarzyna Krawczuk, Polen, Maria Prevolaraki, Griechenland und Nina Hemmer, Deutschland                                              |
| 2018 | 2.    | WM in Budapest                                      | bis 53 kg      | nach Siegen über Jildis Eschimowa, Angela Dorogan, Aserbaidschan und Diana Weicker, Kanada und einer Niederlage gegen Haruno Okuno, Japan                |
| 2019 | 1.    | "Iwan-Yarigin"-Grand-Prix in Krasnojarsk            | bis 53 kg      | vor Natalja Malyschewa und Leila Karimowa, beide Russland und Sumiya Erdenechimeg, Mongolei                                                              |
| 2019 | 3.    | "Dan-Kolow" & "Iwan-Petrow"-Memorial in Russe       | bis 53 kg      | hinter Pang Qianyu, China und Vinesh, Indien |
| 2019 | 1.    | "Beat the Streets" in Los Angeles                   | bis 53 kg      | nach einem Sieg über Mariana Diaz Munoz, Mexiko |
| 2019 | 1.    | Panamerikameisterschaft in Buenos Aires             | bis 53 kg      | nach Siegen über Carolina Castillo Hidalgo, Kolumbien, Diana Weicker, Kanada und Luisa Elizabeth Valverde Melendres, Ekuador                             |
| 2019 | 1.    | Panamerikanische Spiele in Lima                     | bis 53 kg      | nach Siegen über Luisa Elizabeth Valverde Melendres, Jade Maria Parsons, Kanada und Betzabeth Angelica Arguello Villegas, Venezuela                      |
| 2019 | 9.    | WM in Nur-Sultan                                    | bis 53 kg      | nach einem Sieg über Thi Dao Bui, Vietnam und Niederlagen gegen Mayu Mukaida, Japan und Vinesh Vinesh, Indien                                            |
| 2020 | 2.    | Olympiaqualifikationsturnier in Ottawa              | bis 50 kg      | vor Jenny Mallqui, Peru und Jessica MacDonald, Kanada und hinter Yusneylys Guzmán, Kuba                                                                  |
| 2021 | 1.    | Panamerikameisterschaft in Guatemala-Stadt          | bis 50 kg      | nach Siegen über Patricia Bermúdez, Argentinien, Madison Parks, Kanada und Jacqueline Mollocana, Ecuador                                                 |
| 2021 | 2.    | WM in Oslo                                          | bis 50 kg      | nach Siegen über Bohdana Kokozei, Ukraine, Lisa Ersel, Deutschland und Nadeschda Sokolowa, Russland sowie einer Niederlage gegen Remina Yoshimoto, Japan |
| 2021 | 3.    | OS in Tokio                                         | bis 50 kg      | hinter Yui Susaki, Japan und Sun Yanan, China |
| 2022 | 1.    | Panamerikameisterschaft in Acapulco                 | bis 50 kg      | nach Siegen über Shammilka Miranda, Puerto Rico, Patricia Bermúdez, Argentinien und Madison Parks, Kanada                                                |
| 2022 | 3.    | WM in Belgrad                                       | bis 50 kg      | |
| 2023 | 3.    | WM in Belgrad                                       | bis 50 kg      | |
| 2024 | 1.    | OS in Paris                                         | bis 50 kg      | |

## Nationale Erfolge
| Jahr | Platz | Wettbewerb                               | Gewichtsklasse | Ergebnisse                                                        |
| ---- | ----- | ---------------------------------------- | -------------- | ----------------------------------------------------------------- |
| 2010 | 2.    | US-amer. Juniorenmeisterschaft (Cadets)  | bis 116 lbs.   | hinter Kayla Brendlinger                                          |
| 2011 | 1.    | US-amer. Juniorenmeisterschaft (Juniors) | bis 121 lbs.   | vor Brazel Marquez                                                |
| 2012 | 1.    | US-amer. Juniorenmeisterschaft (Juniors) | bis 55 kg      | vor Rachel McFarland                                              |
| 2012 | 2.    | WCWA-College-Championships               | bis 55 kg      | hinter Michaele Hutchison                                         |
| 2013 | 1.    | Universitäten-Nationals                  | bis 55 kg      | vor Brienna Delgado, Kayla Brendlinger und Samantha Klingel       |
| 2013 | 2.    | WCWA-College-Championships               | bis 55 kg      | hinter Kate Perez                                                 |
| 2013 | 4.    | USA-Meisterschaft (Nationals)            | bis 55 kg      | hinter Helen Maroulis, Katherine Fulp-Allen und Shanna Isbell     |
| 2013 | 4.    | WM-Trials                                | bis 55 kg      | hinter Helen Maroulis, Whitney Conder und Katherina Fulp-Allen    |
| 2014 | 2.    | USA-Meisterschaft                        | bis 55 kg      | hinter Helen Maroulis, vor Jacarra Winchester und Hanna Grisewood |
| 2014 | 2.    | WM-Trials                                | bis 55 kg      | hinter Helen Maroulis, vor Jessica Medina und Jacarra Winchester  |
| 2015 | 3.    | USA-Meisterschaft                        | bis 55 kg      | hinter Sharon Jacobson und Jacarra Winchester                     |
| 2015 | 3.    | WM-Trials                                | bis 55 kg      | hinter Helen Maroulis und Jacarra Winchester                      |
| 2015 | 3.    | Qualif.-Turnier für Olympia-Trials       | bis 53 kg      | hinter Michaela Hutchison und Haley Augello                       |
| 2016 | 1.    | WM-Trials (nicht-Olymp. Klassen)         | bis 55 kg      | vor Whitney Conder, Jacarra Winchester und Deanna Bitterman       |
| 2017 | 2.    | WM-Trials                                | bis 55 kg      | hinter Becka Leathers, vor Dominique Parrish und Kelsey Campbell  |
| 2018 | 1.    | USA-Meisterschaft                        | bis 53 kg      | vor Haley Augello, Cody Pfau und Dajan Treder                     |
| 2018 | 1.    | WM-Trials                                | bis 53 kg      | vor Haley Augello, Cody Pfau und Gabruella Weyhrich               |

Erläuterungen
- alle Wettkämpfe im freien Stil
- WM = Weltmeisterschaft
- „Trials“ = Ausscheidungs-Turnier
- „Nationals“ = nationale Meisterschaft